# Dinoszaurusz Tartományi Park
A Dinoszaurusz Tartományi Park (angolul Dinosaur Provincial Park , franciául Parc provincial Dinosaur ) Kanada Alberta tartományának egyik világörökségi helyszíne. A park a Red Deer folyó völgyében helyezkedik el, és feltűnően kietlen, víz és szél koptatta felszínéről ismert. A világ egyik legnagyobb dinoszauruszmaradvány-lelőhelye. Harminckilenc dinoszauruszfajt fedeztek fel, és több mint 500 példányt adtak át a világ múzeumainak.
A park területén már 8000 évvel ezelőtt élt egy vadászó népcsoport. Az első kövületet 1884-ben Joseph B. Taylor találta, majd az ő nyomán érkezett 1888-ban Thomas Weston, az első kanadai hivatásos fosszíliagyűjtő. A Dead Lodge-kanyonban hatalmas fosszíliahalmazt fedezett fel. Az első paleontológus, aki tudományos alapon kutatott, Lawrence Lamb volt 1897-ben. A nemzeti parkká nyilvánításra az első lépések már 1915-ben megtörténtek, s 1955. június 26-án megalapították a Dinoszaurusz Tartományi Parkot, amelyet 1959-ben nyitottak meg a látogatók előtt.
Azok a nagy folyók, amelyek 75 millió évvel ezelőtt itt folytak, homokot és iszapot hagytak maguk után, amelyből a mai park völgyfalai, dombjai és homokkőoszlopai felépültek. A Würm-glaciális végén (körülbelül 12 000 évvel ezelőtt) az olvadó jég vize alakította a völgyet, amin keresztül a Red Deer folyó folyik. Ma a prériről érkező patakok vize tovább koptatja a kőzetrétegeket, s az így kialakult formációk a legnagyobbak Kanadában. Az eredmény egy földöntúli, hátborzongató táj. 
Hetvenötmillió évvel ezelőtt a táj nagyon különbözött a maitól. Az éghajlat szubtrópusi volt buja erdőkkel, amik befedték a parti síkságot. A folyók a síkságon keresztül a meleg beltengerbe érkeztek. A mocsaras terület sokféle állatnak adott otthont, közöttük dinoszauruszoknak. A feltételek tökéletesek voltak ahhoz, hogy csontjaik kövületekként megmaradjanak. Ma, az ásatások megkezdése után egy évszázaddal már több mint 150 teljes dinoszaurusz-csontvázat fedeztek fel. 
A Dinoszaurusz Tartományi Park őrzi az édesvízi gerincesek kövületeinek rendkívül változatos csoportját is. A halak közül cápákat, rájákat, lapátorrú tokot, sugarasúszójú halakat, kajmánhalakat és csontos halakat találtak. Kétéltűek közül békákat, szalamandrákat, és a kihalt albanerpetontideket leltek. Hüllők közül a gyíkok, teknősök sok fajtája, krokodilfélék és a halevő Champsosaurus élt a területen.
A madarakat többek között a Hesperornithiformes rend tagjai és a Quetzalcoatlushoz hasonló óriási pteroszauruszok képviselték. Az erszényesek, méhlepényesek és az ősi emlősök (multituberculata) is megjelentek.
A park nagyon komplex ökoszisztémával dicsekedhet, amelyet préri vesz körül, s amelynek egyik meghatározó eleme a nyárfa. Alkonyatkor a prérifarkasok kórusa hallható együtt az éjjeli baglyok kiáltásaival. Nyulak, őzek és villásszarvú antilop láthatóak; csörgőkígyók és kerti kígyók úgyszintén. Tavasszal és nyáron pólingok és kanadai ludak mutatkoznak. A kaktuszok északi faja közül néhány szintén található a parkban.
A parkban talált dinoszauruszok listája:
- Saurischia rend
  - Segnosauridae
    - Erlikosaurus sp.

  - Avimimidae
    - Avimimus sp.

  - Ornithomimidae
    - Dromiceiomimus samueli
    - Ornithomimus edmontonicus
    - Struthiomimus altus

  - Elmisauridae
    - Elmisaurus elegans

  - Oviraptoridae
    - Chirostenotes sternbergi
    - Chirostenotes collinsi

  - Troodontidae
    - Troodon formosus

  - Dromaeosauridae
    - Dromaeosaurus albertensis
    - Ricardoestesia gilmores
    - Saurornitholestes langstoni

  - Tyrannosauridae
    - Gorgosaurus libratus
    - Daspletosaurus torosus
    - Aublysodon sp.

- Ornithischia rend 
  - Hadrosauridae
    - Corythosaurus casuarius
    - Lambeosaurus lambei
    - Lambeosaurus magnicristatus
    - Parasaurolophus walkeri
    - Gryposaurus notabilis
    - Brachylophosaurus canadensis
    - Prosaurolophus maximus

  - Protoceratopsidae
    - Leptoceratops sp.

  - Ceratopsidae
    - Centrosaurus apertus
    - Centrosaurus nasicornus
    - Styracosaurus albertensis
    - Chasmosaurus belli
    - Chasmosaurus russelli
    - Eoceratops canadensis

  - Pachycephalosauridae
    - Stegoceras validum
    - Pachycephalosaurus sp.
    - Gravitholus albertae
    - Ornatotholus browni

  - Hypsilophodontidae
    - Thescelosaurus sp.

  - Nodosauridae
    - Panoplosaurus mirus
    - Edmontonia longiceps

  - Ankylosauridae
    - Euoplocephalus tutus

## Fordítás
- Ez a szócikk részben vagy egészben  a   Dinosaur Provincial Park című a Wikipédia-szócikk ezen változatának fordításán alapul.  Az eredeti cikk szerkesztőit annak laptörténete sorolja fel. Ez a jelzés csupán a megfogalmazás eredetét és a szerzői jogokat jelzi, nem szolgál a cikkben szereplő információk forrásmegjelöléseként.